# Otto Barić
Otto Barić (Klagenfurt, 19 giugno 1933 – Zagabria, 13 dicembre 2020) è stato un allenatore di calcio e calciatore croato, di ruolo difensore.
Da calciatore ha vinto due campionati (1948 e 1954) e una Coppa di Jugoslavia nel 1951 con la Dinamo Zagabria. Da allenatore ha guidato formazioni di rilievo quali LASK Linz, Dinamo Zagabria, Rapid Vienna, Stoccarda, Salisburgo, Fenerbahçe e le nazionali di Austria, Croazia e Albania. Ha vinto sette campionati austriaci (1971 e 1972 con il Wacker Innsbruck, 1983, 1987 e 1988 con il Rapid Vienna, 1994 e 1995 con il Salisburgo), quattro Coppe d'Austria con il Rapid Vienna (1983, 1984, 1985 e 1987), cinque Supercoppe d'Austria (1986, 1987, 1988 con il Rapid Vienna, 1994 e 1995 con il Salisburgo), la seconda divisione jugoslava nel 1976 alla guida dell'NK Zagabria, la Coppa di Jugoslavia 1980, il campionato croato e la Coppa di Croazia 1997 alla guida della Dinamo Zagabria.
Ha disputato oltre 1000 partite da tecnico.

## Biografia
Trascorre la sua carriera da calciatore a Zagabria, giocando sei anni alla Dinamo Zagabria e altri sei alla Lokomotiva Zagabria, vincendo due campionati jugoslavi (1948 e 1954) e una Coppa di Jugoslavia (1951) con la Dinamo. Nel 1964 inizia ad allenare partendo dalla panchina della Lokomotiva, in seconda divisione. Nel 1967 si trasferisce in Germania e allena tra la seconda e la terza divisione tedesca, rimediando una retrocessione in quarta serie con il Wiesbaden prima di passare in Austria: nel gennaio 1971 accetta l'incarico del Wacker Innsbruck, società che guida a una prima storica affermazione nazionale a fine stagione, vincendo il campionato austriaco per un punto davanti all'Austria Salisburgo e tre sul Rapid Vienna. Vince il campionato anche nel 1972, staccando l'Austria Vienna di una lunghezza. Dimessosi dall'incarico, firma con il LASK con cui ottiene risultati più modesti nel biennio successivo. Nel 1974 torna in patria con l'obbiettivo di portare l'NK Zagabria in prima divisione: giunge secondo al termine della prima stagione, al secondo anno vince il campionato di seconda divisione jugoslava e ottiene la promozione in Prva Liga. Resta nella seconda categoria della Jugoslavia per ripetere l'impresa con la Dinamo Vinkovci, senza tuttavia riuscire nella nuova promozione.
Nonostante ciò, nell'estate del 1979 è premiato con la panchina della storica Dinamo Zagabria, sua ex squadra da giocatore: il club è tra i favoriti per la vittoria del campionato jugoslavo, tuttavia i croati hanno una partenza difficile e restano nella seconda parte della classifica. In Coppa UEFA escono con il Perugia, facendosi strada nella coppa nazionale: Barić esclude il Partizan e nella doppia finale supera la Stella Rossa aggiudicandosi l'edizione 1980 del torneo. L'anno seguente è in Austria, alle redini dello Sturm Graz: sfiora il titolo 1981 – perso per un punto ai danni dell'Austria Vienna – e due anni dopo vince il suo terzo campionato austriaco, il primo sulla panchina del Rapid Vienna. Instaura un sodalizio positivo a Vienna, dov'è imbattibile in Coppa assicurandosi quattro edizioni (1983, 1984, 1985 e 1987) e fa bene anche in campo europeo, in particolare arriva fino in fondo durante la Coppa delle Coppe 1978-1979: Barić elimina Beşiktaş, Celtic, Dinamo Dresda (vincendo 5-0 in casa dopo aver perso l'andata 3-0) e Dinamo Mosca, arrivando alla finale e cedendo 3-1 contro l'Everton. In cinque stagioni viennesi, il tecnico jugoslavo ottiene altri due campionati austriaci (1987 e 1988) competendo a pari merito con i rivali dell'Austria Vienna, a cui lascia due campionati (1984 e 1985). Nel 1984 e nel 1987, Barić rispettivamente perde e vince il torneo con l'Austria Vienna arrivando a pari punti in campionato (il torneo è deciso per la migliore differenza reti).
In questo periodo allena anche lo Stoccarda, società di Bundesliga dalla quale è esonerato nel marzo 1983 nonostante diversi successi netti (5-0 al Colonia, 5-0 al Fortuna Düsseldorf, 7-2 allo Schalke 04 in coppa e 7-0 all'Hannover 96) e fosse ancora in corsa per la vittoria nella DFB-Pokal. Nel 1988 e nel 1990 salva Sturm Graz e Vorwärts Steyr dalla retrocessione, quindi nel 1991 assume l'incarico di manager del Salisburgo. Dopo aver finito la prima parte di stagione in vetta al campionato austriaco, nei play-off per il titolo si vede appaiato da Swarovski Tirol e Austria Vienna, che vince l'edizione per miglior differenza reti. Barić è secondo anche l'anno seguente, in un'annata simile alla precedente, con il primo posto nella stagione regolare e la sconfitta nei play-off con l'Austria Vienna nuovamente per differenza reti. Torna a imporsi in Austria con la riforma del campionato e l'eliminazione dei play-off, vincendo nel 1994 e nel 1995 (a pari punti con lo Sturm Graz, per differenza reti). Con il Salisburgo vince anche due Supercoppe austriache (1994 e 1995) e si fa notare in Europa, arrivando alla finale di Coppa UEFA 1993-1994 persa contro l'Inter con un doppio 1-0.
Finito il suo ciclo di vittorie in Austria, Barić allena una seconda volta la Dinamo Zagabria nel 1996-1997, dominando campionato e coppa e vincendo il suo terzo e ultimo double in carriera. Nella stagione seguente arriva secondo in Turchia con il Fenerbahçe prima di chiudere la carriera coi club a Linz. Successivamente si dedica alle nazionali sedendosi sulle panchine di Croazia, Austria e Albania: con i croati partecipa a Euro 2004, ma la selezione balcanica non ha fortuna nel girone di Francia e Inghilterra.
È scomparso nel dicembre 2020 all'età di 87 anni, per complicazioni del COVID-19.

## Statistiche

### Club
In grassetto le competizioni vinte.
| Stagione                   | Squadra                    | Campionato                 | Campionato | Campionato | Campionato | Campionato | Coppe nazionali | Coppe nazionali | Coppe nazionali | Coppe nazionali | Coppe nazionali | Coppe continentali | Coppe continentali | Coppe continentali | Coppe continentali | Coppe continentali | Altre coppe | Altre coppe | Altre coppe | Altre coppe | Altre coppe | Totale | Totale | Totale | Totale | % Vittorie | Piazzamento |
| Stagione                   | Squadra                    | Comp                       | G          | V          | N          | P          | Comp            | G               | V               | N               | P               | Comp               | G                  | V                  | N                  | P                  | Comp        | G           | V           | N           | P           | G      | V      | N      | P      | %          | Piazzamento |
| -------------------------- | -------------------------- | -------------------------- | ---------- | ---------- | ---------- | ---------- | --------------- | --------------- | --------------- | --------------- | --------------- | ------------------ | ------------------ | ------------------ | ------------------ | ------------------ | ----------- | ----------- | ----------- | ----------- | ----------- | ------ | ------ | ------ | ------ | ---------- | ----------- |
| 1964-1965                  | Lokomotiva Zagabria        | DL                         | 30         | 8          | 11         | 11         | -               | -               | -               | -               | -               | -                  | -                  | -                  | -                  | -                  | -           | -           | -           | -           | -           | 30     | 8      | 11     | 11     | 26,67      | 11º         |
| 1965-1966                  | Lokomotiva Zagabria        | DL                         | 33         | 17         | 6          | 10         | -               | -               | -               | -               | -               | -                  | -                  | -                  | -                  | -                  | -           | -           | -           | -           | -           | 33     | 17     | 6      | 10     | 51,52      | 5º          |
| 1966-1967                  | Lokomotiva Zagabria        | DL                         | 34         | 16         | 8          | 10         | -               | -               | -               | -               | -               | -                  | -                  | -                  | -                  | -                  | -           | -           | -           | -           | -           | 34     | 16     | 8      | 10     | 47,06      | 4º          |
| Totale Lokomotiva Zagabria | Totale Lokomotiva Zagabria | Totale Lokomotiva Zagabria | 97         | 41         | 25         | 31         |                 | -               | -               | -               | -               |                    | -                  | -                  | -                  | -                  |             | -           | -           | -           | -           | 97     | 41     | 25     | 31     | 42,27      |             |
| 1967-1968                  | Opel Rüsselsheim           | RS                         | 34         | 12         | 7          | 15         | -               | -               | -               | -               | -               | -                  | -                  | -                  | -                  | -                  | -           | -           | -           | -           | -           | 34     | 12     | 7      | 15     | 35,29      | 11º         |
| 1968-1969                  | Opel Rüsselsheim           | RS                         | 34         | 12         | 7          | 15         | -               | -               | -               | -               | -               | -                  | -                  | -                  | -                  | -                  | -           | -           | -           | -           | -           | 34     | 12     | 7      | 15     | 35,29      | 15º         |
| Totale Opel Rüsselsheim    | Totale Opel Rüsselsheim    | Totale Opel Rüsselsheim    | 68         | 24         | 14         | 30         |                 | -               | -               | -               | -               |                    | -                  | -                  | -                  | -                  |             | -           | -           | -           | -           | 68     | 24     | 14     | 30     | 35,29      |             |
| 1969-1970                  | Wiesbaden                  | HA                         | 34         | ?          | ?          | ?          | -               | -               | -               | -               | -               | -                  | -                  | -                  | -                  | -                  | -           | -           | -           | -           | -           | 34     | 0      | 0      | 0      | &0,00      | 18º (retr.) |
| gen.-giu. 1971             | Wacker Innsbruck           | N                          | ?          | ?          | ?          | ?          | CA              | 2               | 1               | 0               | 1               | -                  | -                  | -                  | -                  | -                  | -           | -           | -           | -           | -           | 2      | 1      | 0      | 1      | 50,00      | Sub., 1º    |
| 1971-mag. 1972             | Wacker Innsbruck           | N                          | 28         | 15         | 9          | 4          | CA              | 2               | 1               | 0               | 1               | CC                 | 2                  | 0                  | 0                  | 2                  | -           | -           | -           | -           | -           | 32     | 16     | 9      | 7      | 50,00      | 1º          |
| 1972-1973                  | LASK                       | N                          | 30         | 11         | 12         | 7          | CA              | 4               | 3               | 0               | 1               | -                  | -                  | -                  | -                  | -                  | -           | -           | -           | -           | -           | 34     | 14     | 12     | 8      | 41,18      | 6º          |
| 1973-1974                  | LASK                       | N                          | 32         | 11         | 8          | 13         | CA              | 2               | 0               | 1               | 1               | -                  | -                  | -                  | -                  | -                  | -           | -           | -           | -           | -           | 34     | 11     | 9      | 14     | 32,35      | 9º          |
| 1974-1975                  | NK Zagabria                | DL                         | 34         | 22         | 4          | 8          | CJ              | 2               | 1               | 0               | 1               | -                  | -                  | -                  | -                  | -                  | -           | -           | -           | -           | -           | 36     | 23     | 4      | 9      | 63,89      | 2º          |
| 1975-1976                  | NK Zagabria                | DL                         | 34         | 20         | 9          | 5          | CJ              | 4               | 3               | 0               | 1               | -                  | -                  | -                  | -                  | -                  | -           | -           | -           | -           | -           | 38     | 23     | 9      | 6      | 60,53      | 1º (prom.)  |
| Totale NK Zagabria         | Totale NK Zagabria         | Totale NK Zagabria         | 68         | 42         | 13         | 13         |                 | 6               | 4               | 0               | 2               |                    | -                  | -                  | -                  | -                  |             | -           | -           | -           | -           | 74     | 46     | 13     | 15     | 62,16      |             |
| 1976-1977                  | Dinamo Vinkovci            | DL                         | 34         | 14         | 11         | 9          | CJ              | 3               | 2               | 0               | 1               | -                  | -                  | -                  | -                  | -                  | -           | -           | -           | -           | -           | 37     | 16     | 11     | 10     | 43,24      | 4º          |
| 1977-1978                  | Dinamo Vinkovci            | DL                         | 34         | 12         | 12         | 10         | CJ              | 2               | 1               | 0               | 1               | -                  | -                  | -                  | -                  | -                  | -           | -           | -           | -           | -           | 36     | 23     | 9      | 6      | 63,89      | 7º          |
| 1978-1979                  | Dinamo Vinkovci            | DL                         | 30         | 15         | 3          | 12         | -               | -               | -               | -               | -               | -                  | -                  | -                  | -                  | -                  | -           | -           | -           | -           | -           | 30     | 15     | 3      | 12     | 50,00      | 4º          |
| Totale Dinamo Vinkovci     | Totale Dinamo Vinkovci     | Totale Dinamo Vinkovci     | 98         | 41         | 26         | 31         |                 | 5               | 3               | 0               | 2               |                    | -                  | -                  | -                  | -                  |             | -           | -           | -           | -           | 103    | 44     | 26     | 33     | 42,72      |             |
| 1979-1980                  | Dinamo Zagabria            | PL                         | 34         | 9          | 14         | 11         | CJ              | 6               | 4               | 2               | 0               | CU                 | 2                  | 0                  | 1                  | 1                  | -           | -           | -           | -           | -           | 42     | 13     | 17     | 12     | 30,95      | 12º         |
| 1980-1981                  | Sturm Graz                 | 1D                         | 36         | 17         | 11         | 8          | CA              | 2               | 0               | 1               | 1               | -                  | -                  | -                  | -                  | -                  | -           | -           | -           | -           | -           | 38     | 17     | 12     | 9      | 44,74      | 2º          |
| 1981-1982                  | Sturm Graz                 | 1D                         | 36         | 14         | 5          | 17         | CA              | 4               | 3               | 0               | 1               | -                  | -                  | -                  | -                  | -                  | -           | -           | -           | -           | -           | 40     | 17     | 5      | 18     | 42,50      | 9º          |
| 1982-1983                  | Rapid Vienna               | 1D                         | 30         | 20         | 8          | 2          | CA              | 7               | 6               | 1               | 0               | CC                 | 4                  | 3                  | 0                  | 1                  | -           | -           | -           | -           | -           | 41     | 29     | 9      | 3      | 70,73      | 1º          |
| 1983-1984                  | Rapid Vienna               | 1D                         | 30         | 19         | 9          | 2          | CA              | 8               | 6               | 0               | 2               | CC                 | 6                  | 3                  | 0                  | 3                  | -           | -           | -           | -           | -           | 44     | 28     | 9      | 7      | 63,64      | 2º          |
| 1984-1985                  | Rapid Vienna               | 1D                         | 30         | 18         | 9          | 3          | CA              | 7               | 5               | 2               | 0               | CdC                | 9                  | 5                  | 2                  | 2                  | -           | -           | -           | -           | -           | 46     | 28     | 13     | 5      | 60,87      | 2º          |
| 1985-mar. 1986             | Stoccarda                  | B                          | 24         | 9          | 6          | 9          | CG              | 4               | 4               | 0               | 0               | -                  | -                  | -                  | -                  | -                  | -           | -           | -           | -           | -           | 28     | 13     | 6      | 9      | 46,43      | Eson.       |
| 1986-1987                  | Rapid Vienna               | 1D                         | 36         | 22         | 8          | 6          | CA              | 7               | 6               | 1               | 0               | CdC                | 4                  | 1                  | 3                  | 0                  | SA          | 1           | 1           | 0           | 0           | 48     | 30     | 12     | 6      | 62,50      | 1º          |
| 1987-1988                  | Rapid Vienna               | 1D                         | 36         | 22         | 10         | 4          | CA              | 3               | 2               | 1               | 0               | CC                 | 4                  | 2                  | 0                  | 2                  | SA          | 1           | 1           | 0           | 0           | 44     | 27     | 11     | 6      | 61,36      | 1º          |
| lug.-set. 1988             | Rapid Vienna               | 1D                         | 11         | 3          | 4          | 4          | CA              | 2               | 0               | 1               | 1               | CC                 | 2                  | 1                  | 0                  | 1                  | SA          | 1           | 0           | 1           | 0           | 16     | 4      | 6      | 6      | 25,00      | Eson.       |
| Totale Rapid Vienna        | Totale Rapid Vienna        | Totale Rapid Vienna        | 173        | 104        | 48         | 21         |                 | 34              | 25              | 6               | 3               |                    | 29                 | 15                 | 5                  | 9                  |             | 3           | 2           | 1           | 0           | 239    | 146    | 60     | 33     | 61,09      |             |
| nov. 1988-1989             | Sturm Graz                 | 1D                         | 26         | 14         | 5          | 7          | CA              | 2               | 0               | 1               | 1               | -                  | -                  | -                  | -                  | -                  | -           | -           | -           | -           | -           | 28     | 14     | 6      | 8      | 50,00      | Sub., 9º    |
| Totale Sturm Graz          | Totale Sturm Graz          | Totale Sturm Graz          | 98         | 45         | 21         | 32         |                 | 8               | 3               | 2               | 3               |                    | -                  | -                  | -                  | -                  |             | -           | -           | -           | -           | 106    | 48     | 23     | 35     | 45,28      |             |
| gen.-giu. 1990             | Vorwärts Steyr             | 1D                         | 14         | 11         | 0          | 3          | -               | -               | -               | -               | -               | -                  | -                  | -                  | -                  | -                  | -           | -           | -           | -           | -           | 14     | 11     | 0      | 3      | 78,57      | Sub., 9º    |
| 1990-1991                  | Vorwärts Steyr             | 1D                         | 36         | 10         | 12         | 14         | CA              | 2               | 1               | 1               | 0               | -                  | -                  | -                  | -                  | -                  | -           | -           | -           | -           | -           | 38     | 11     | 13     | 14     | 28,95      | 7º          |
| Totale Vorwarts Steyr      | Totale Vorwarts Steyr      | Totale Vorwarts Steyr      | 50         | 21         | 12         | 17         |                 | 2               | 1               | 1               | 0               |                    | -                  | -                  | -                  | -                  |             | -           | -           | -           | -           | 52     | 22     | 13     | 17     | 42,31      |             |
| 1991-1992                  | Salisburgo                 | 1D                         | 36         | 23         | 4          | 9          | CA              | 2               | 1               | 0               | 1               | -                  | -                  | -                  | -                  | -                  | -           | -           | -           | -           | -           | 38     | 24     | 4      | 10     | 63,16      | 2º          |
| 1992-1993                  | Salisburgo                 | B                          | 36         | 20         | 10         | 6          | CA              | 3               | 2               | 0               | 1               | CU                 | 2                  | 0                  | 0                  | 2                  | -           | -           | -           | -           | -           | 41     | 22     | 10     | 9      | 53,66      | 2º          |
| 1993-1994                  | Salisburgo                 | B                          | 36         | 21         | 9          | 6          | CA              | 3               | 2               | 0               | 1               | CU                 | 12                 | 6                  | 2                  | 4                  | -           | -           | -           | -           | -           | 51     | 29     | 11     | 11     | 56,86      | 1º          |
| 1994-1995                  | Salisburgo                 | B                          | 36         | 15         | 17         | 4          | CA              | 5               | 4               | 0               | 1               | UCL                | 8                  | 3                  | 3                  | 2                  | SA          | 1           | 1           | 0           | 0           | 50     | 23     | 20     | 7      | 46,00      | 1º          |
| lug.-ago. 1995             | Salisburgo                 | B                          | 5          | 2          | 2          | 1          | -               | -               | -               | -               | -               | UCL                | 2                  | 0                  | 1                  | 1                  | SA          | 1           | 1           | 0           | 0           | 8      | 3      | 3      | 2      | 37,50      | Eson.       |
| Totale Casino Salisburgo   | Totale Casino Salisburgo   | Totale Casino Salisburgo   | 149        | 81         | 42         | 26         |                 | 13              | 9               | 0               | 4               |                    | 24                 | 9                  | 6                  | 9                  |             | 2           | 2           | 0           | 0           | 188    | 101    | 48     | 39     | 53,72      |             |
| 1996-1997                  | Croazia Zagabria           | HNL                        | 30         | 26         | 3          | 1          | CJ              | 7               | 5               | 2               | 0               | CU                 | 4                  | 3                  | 0                  | 1                  | -           | -           | -           | -           | -           | 41     | 34     | 5      | 2      | 82,93      | 1º          |
| Totale Dinamo Zagabria     | Totale Dinamo Zagabria     | Totale Dinamo Zagabria     | 64         | 35         | 17         | 12         |                 | 13              | 9               | 4               | 0               |                    | 6                  | 3                  | 1                  | 2                  |             | -           | -           | -           | -           | 83     | 47     | 22     | 14     | 56,63      |             |
| 1997-1998                  | Fenerbahçe                 | 1L                         | 34         | 21         | 8          | 5          | CT              | 3               | 1               | 1               | 1               | CU                 | 2                  | 0                  | 1                  | 1                  | TSK         | 1           | 0           | 0           | 1           | 40     | 22     | 10     | 8      | 55,00      | 2º          |
| 1998-gen. 1999             | LASK                       | B                          | 17         | 9          | 2          | 6          | CA              | 2               | 2               | 0               | 0               | -                  | -                  | -                  | -                  | -                  | -           | -           | -           | -           | -           | 19     | 11     | 2      | 6      | 57,89      | Eson.       |
| Totale LASK Linz           | Totale LASK Linz           | Totale LASK Linz           | 79         | 31         | 22         | 26         |                 | 8               | 5               | 1               | 2               |                    | -                  | -                  | -                  | -                  |             | -           | -           | -           | -           | 87     | 36     | 23     | 28     | 41,38      |             |
| Totale carriera            | Totale carriera            | Totale carriera            | 1064+      | 510+       | 263+       | 257+       |                 | 100             | 66              | 15              | 19              |                    | 63                 | 27                 | 13                 | 23                 |             | 6           | 4           | 1           | 1           | 1 233  | 607    | 292    | 300    | 49,23      |             |

## Palmarès

### Giocatore
- Campionato jugoslavo: 2

Dinamo Zagabria: 1947-1948, 1953-1954
- Coppa di Jugoslavia: 1

Dinamo Zagabria: 1950-1951

### Allenatore
- Campionato austriaco: 7

Wacker Innsbruck: 1970-1971, 1971-1972
Rapid Vienna: 1982-1983, 1986-1987, 1987-1988
Salisburgo: 1993-1994, 1994-1995
- Campionato croato: 1

Dinamo Zagabria: 1996-1997
- Campionato jugoslavo di seconda divisione: 1

NK Zagabria: 1975-1976
- Coppa di Jugoslavia: 1

Dinamo Zagabria: 1979-1980
- Coppa d'Austria: 4

Rapid Vienna: 1982-1983, 1983-1984, 1984-1985, 1986-1987
- Coppa di Croazia: 1

Dinamo Zagabria: 1996-1997
- Supercoppa d'Austria: 5

Rapid Vienna: 1986, 1987, 1988
Salisburgo: 1994, 1995